# Montpelier (Vermont)
Montpelier je hlavní město amerického státu Vermont a krajské město okresu Washington County. Jedná se o hlavní město s nejmenším počtem obyvatel ve Spojených státech. Podle výsledků sčítání lidu v roce 2020, mělo město 8 074 obyvatel, kvůli velkému množství pracovních míst na území města sem denně dojíždí dalších 21 000 lidí. Ve městě se nachází i vysoká škola Vermont College of Fine Arts. Město bylo pojmenováno podle města na jihu Francie, Montpellier.
Montpelier bylo 14. srpna 1781 vlastníky z Massachusetts a západního Vermontu uznáno městem a „guvernér, rada a generální shromáždění svobodných obyvatel státu Vermont“ městu Montpelier udělilo statut obce . První trvalé osídlení se objevilo již v květnu roku 1787 a v roce 1791 byla založena městská rada. Město přijalo francouzské jméno, protože francouzsko-americké spojenectví vyvolalo během války za nezávislost rozšířenou frankofilii. V roce 1805 bylo Montpelier vybráno jako hlavní město státu Vermont a občané města darovali finanční prostředky na stavbu prvního sídla legislativy státu. Zákonodárný sbor vyhlásil Montpelier roku 1894 městem a to bylo následující rok ustanoveno na schůzi města.
Montpelier se nachází v severní části státu. Řeka Winooski protéká jižní stranou města, okolo sídla legislativy státu, a dál na severozápad do okresu Chittenden. Městem také protéká řeka North Branch, což je jeden z přítoků Winooski. Záplavy jsou v Montpelier pravidelným problémem, v letech 1927, 1992 a 2023 došlo ke třem velkým povodním. V roce 1875 zničily požáry 38 budov ve městě a obchodní oblast byla znovu vybudována z cihel, aby se tragédie neopakovala. Hospodaření města je podporováno státními příspěvky, ale nejdůležitější jsou příjmy z pojišťovnictví a z cestovního ruchu. Pojišťovnictví se v Montpelier začalo rozvíjet už počátkem 19. století. V minulosti ekonomiku podporovaly i řemeslné dílny a mlýny podél řeky North Branch a podél řeky Winooski byly provozovány dílny, kde docházelo ke konečné úpravě žuly z Barre. V blízkosti města se také nacházejí lyžařské areály.
Turisté se do města mohou dostat přes vlakovou stanici Amtrak Montpelier, která se nachází zhruba 3 kilometry na západ od centra města, kam pravidelně jezdí vlak Vermonter. Soukromá letadla mohou využít nedaleké státní letiště Edwarda F. Knappa v Berlíně, Vermont. Avšak nejbližší letiště provozující komerční lety je mezinárodní letiště Patrick Leahy Burlington, 56 kilometrů na severozápad od města.

## Historie

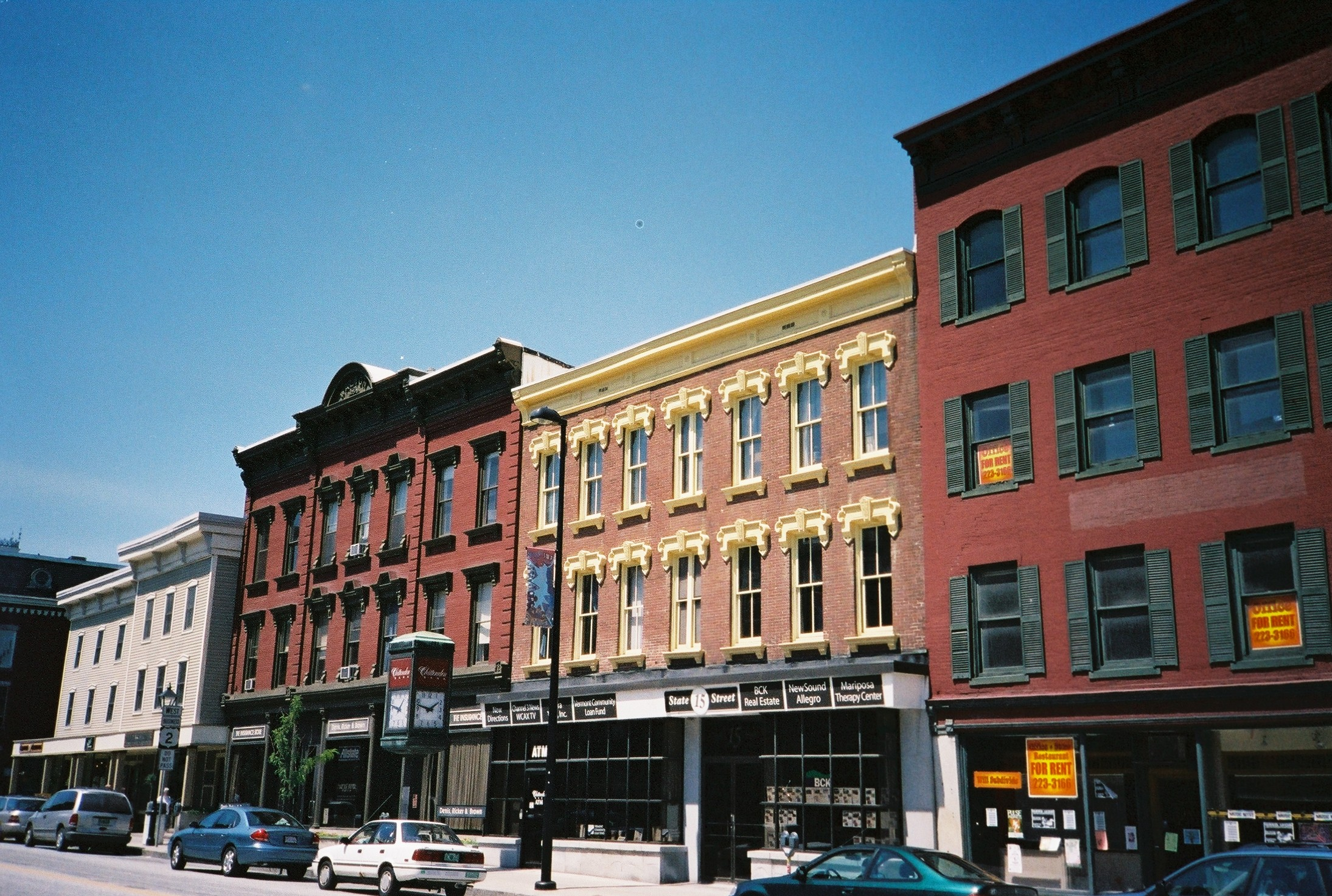
Ulice State Street, historická část Montpelier, 2006

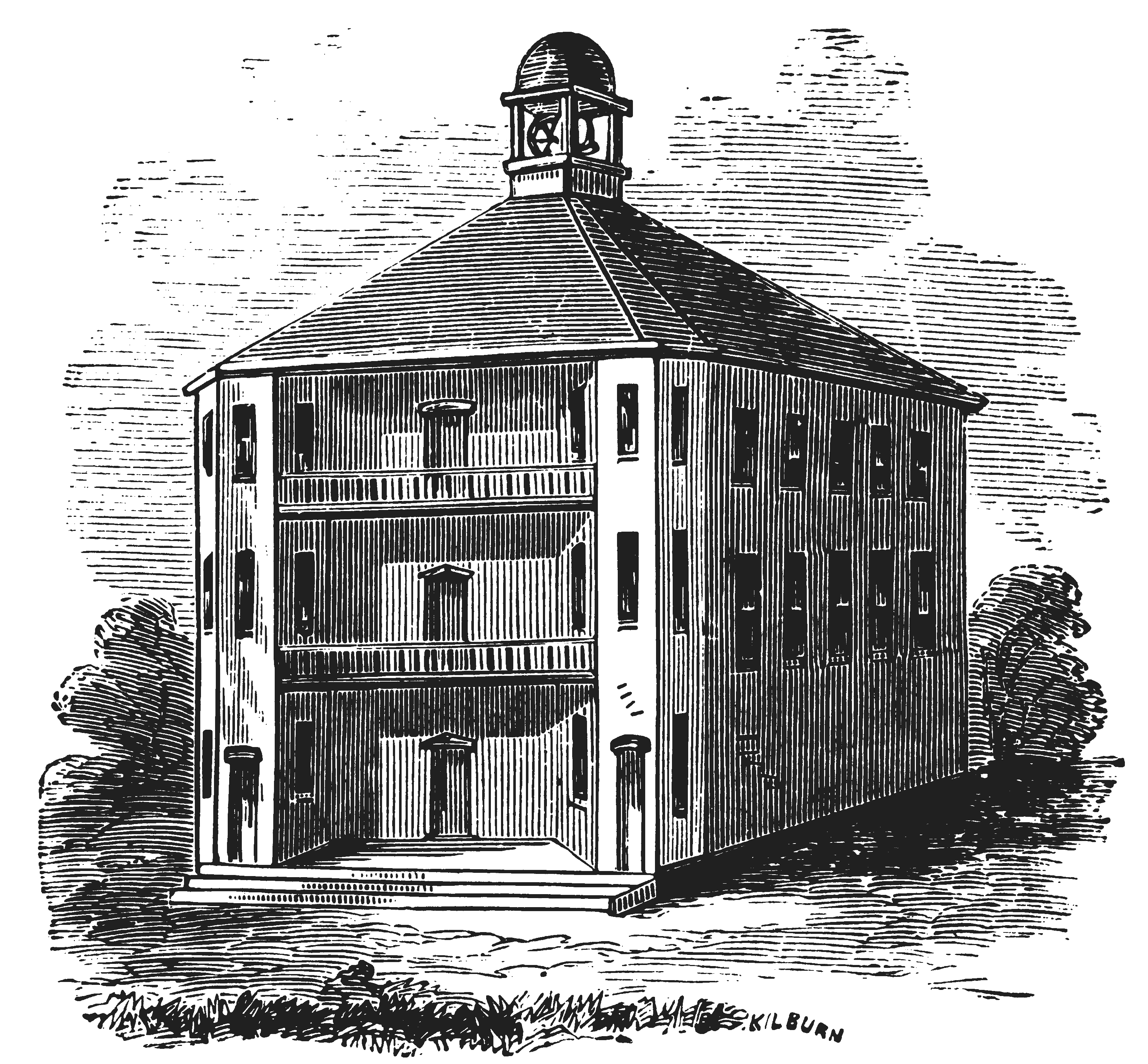
První sídlo legislativy ve Vermontu, postavené v roce 1808, navrhl Sylvanus Baldwin.

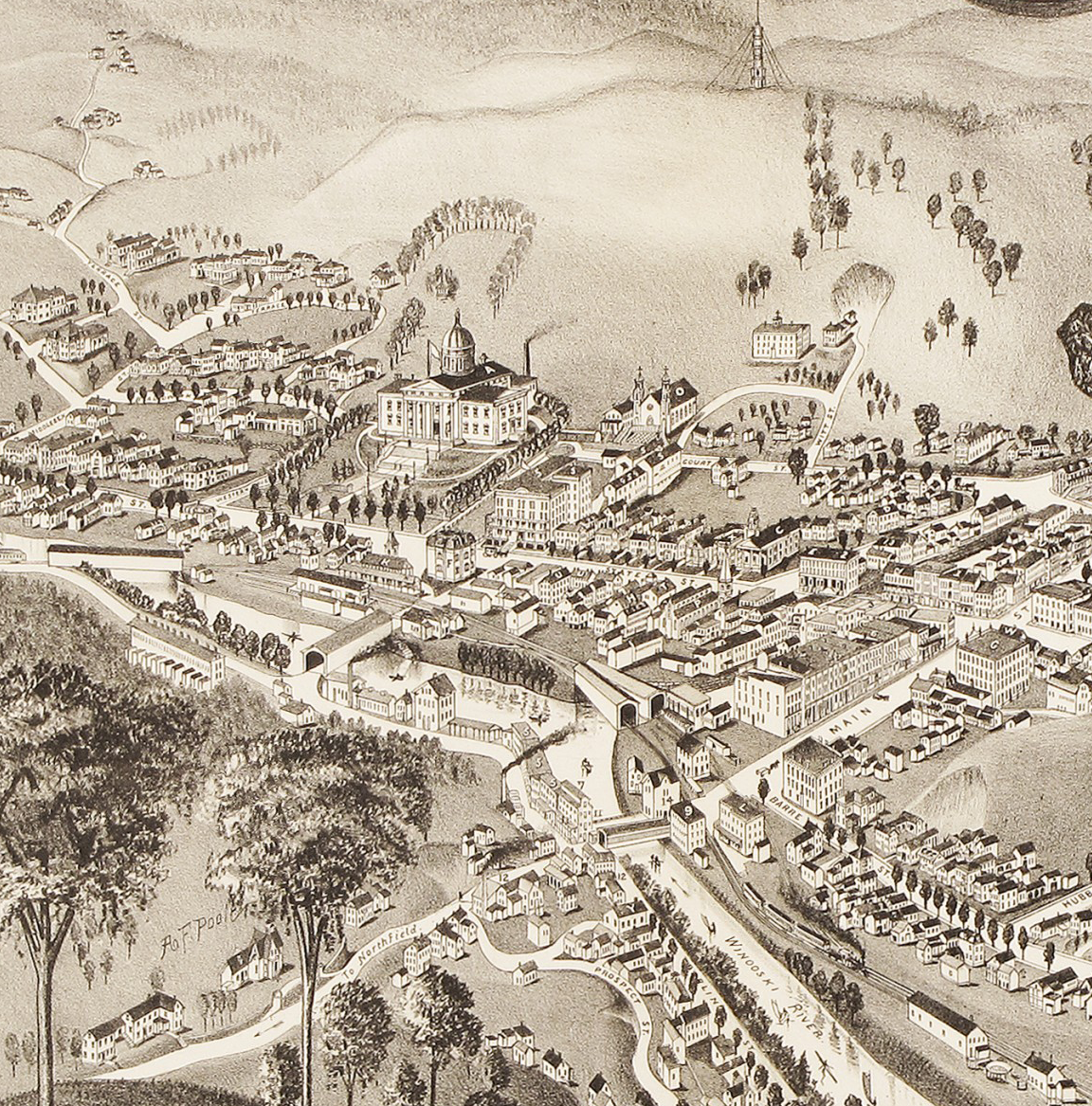
Montpelier, ilustrace z roku 1884

Už domorodí obyvatelé moc dobře věděli, že kukuřice dobře roste na loukách a rovinách v okolí řeky Winooski. První domorodé obyvatele Montpelier přilákala hlavně okolní příroda. Rovinatá planina o rozloze téměř osmi set metrů čtverečních bohaté zemědělské půdy byla chráněná okolním údolím, díky čemuž byla oblast i poměrně teplá. Jelikož se nacházela u soutoku mnoha potoků, měla příznivé podmínky pro lov, rybaření a obchodování. Mohyly, náhrobky a různé památky z doby osídlení původními obyvateli byly nalezeny v Montpelier a blízkém okolí už prvními osadníky, některé z nich jsou patrné dodnes.
Mezi lety 1600 a 1800 začali do regionu přicházet evropští osadníci. Brzy poté válka, nemoci a rozptýlení osadníků prakticky zničily osady původního obyvatelstva. Důkazy však naznačují, že někteří domorodí Američané zůstali v této oblasti až do poloviny 19. století.
Montpelier bylo 14. srpna 1781 vlastníky z Massachusetts a západního Vermontu uznáno městem a „guvernér, rada a generální shromáždění svobodných obyvatel státu Vermont“ městu Montpelier udělilo status obce. První trvalé osídlení začalo v květnu roku 1787, když sem z Charltonu z Massachusetts dorazili plukovník Jacob Davis a generál Parley Davis. Generál Davis zmapoval pozemky, zatímco plukovník Davis vymýtil les a postavil velký srub na západní straně řeky North Branch, přítoku řeky Winooski. Jeho rodina se přistěhovala následující zimu.
Plukovník Davis vybral jméno „Montpelier“ podle francouzském města Montpellier, hlavního města departementu Hérault.V důsledku francouzské pomoci americkým koloniím během války za nezávislost, zde panovalo všeobecné nadšení pro vše francouzské. Osada rychle rostla a v roce 1791 už měla 117 obyvatel.
Rozložení původní vesnice bylo silně ovlivněno zeměpisnými podmínkami. Již v roce 1799 byl postaven most přes řeku Winooski do Berlína, Vermont.
Charta města byla znovu vydána 6. února 1804 a obsahovala popis hranic pozemků udělených obyvatelům města a vlastníkům. Soutok řek Winooski, North Branch a Dog se stal centrem pro místní obyvatelstvo a obchod.
Kolem roku 1805 mělo město 1 200 obyvatel. V tomto roce hledala státní legislativa trvalé sídlo. Montpelier byl vybrán kvůli své centrální poloze a dostupnosti, a také protože místní obyvatelé poskytli půdu a finance. Na ulici State Street bylo brzy postaveno skromné sídlo legislativy státu.
V roce 1825 markýz de Lafayette navštívil Montpelier na své triumfální cestě po Spojených státech, 50 let po válce za nezávislost.
Město se stalo centrem průmyslu, zejména poté, co byla v Montpelier 20. června 1849 otevřena hlavní vermontská železnice. V důsledku rychlého růstu Montpelier a měnící se demografii rozdělilo 9. listopadu 1848 valné shromáždění původní město na dvě okresní městské korporace. Vznikla tak dvě města: východní Montpelier a Montpelier. Později bylo město ve snaze modernizovat svou formu správy rekonstituováno na obec Montpelier.
Okolo roku 1858 byly hlavní ulice uspořádány paralelně s řekami a dodnes se uspořádání ulic v centru města moc nezměnilo.
V roce 1867 přijelo deset tisíc lidí pozdravit generálmajora Philipa Sheridana při jeho návštěvě čtvrtého výročního setkání bývalých důstojníků Unie ve Vermontu. Na setkání vzdal velké díky vermontským veteránům občanské války za jejich výkon v bitvě u Cedar Creek.
V roce 1875 zničil velký požár mnoho budov v centru města.
Obec měla v roce 1884 jako první ve Vermontu zaveden vodovodní systém. Tlak vody vytvářel dostatek elektřiny pro pouliční osvětlení.
Poprvé byl Montpelier udělen statut města v roce 1894 a v následujících letech: 1898, 1900 a 1912 docházelo k úpravám zákona. První dodatek městu dovolil anektovat část sousedního města Berlín; poslední úpravy zákona proběhly v roce 1898 a týkaly se například vodovodu, spolupráce mezi městem a místní střední školou Washington County Grammar School, nebo složení městské rady.
Stát vyhlásil 12. říjen 1899 jako „Den Deweyho“ na počest George Deweyeho, hrdiny bitvy u Manilské zátoky ve španělsko-americké válce. Na oslavu se do jeho rodného města Montpelier sjely tisíce lidí z celého státu. V roce 1899 daroval městu Montpelier John Erastus Hubbard (1847-1899) pozemky známé jako „Hubbard Hill“, protože chtěl zachovat místní divokou přírodu pro budoucí generace, na témž místě je dnes Hubbardův park. V roce 1911 byly darovány další pozemky a mezi lety 1915 až 1930 tu vyrostla rozhledna.
V roce 1927, po mimořádně vlhkém létě a podzimu, začaly v podvečer 2. listopadu silné deště, které pokračovaly další dva dny, až do rána 4. listopadu. Nejsilnější déšť byl zaznamenán 3 listopadu, kdy během šesti hodin napršelo více než 177 milimetrů. Bohužel, půda byla z léta a podzimu tak nasáklá vodou, že vodní toky nedokázaly přijmout žádnou další vodu. Potoky a řeky se proto vylily se svých koryt a odnesly s sebou stromy a jejich kmeny, zničila přehrady, mosty a hráze. Zaplavila nespočet budov a stodol, a povodně nepřežilo i několik zvířat. Řeky vystoupaly nad svou běžnou hladinu o více než 4 metry. Postupem času voda pomalu opadla a zanechala za sebou bahno, štěrk a suť. V obchodech v centru města zůstalo na zemi minimálně 30 centimetrů bláta.
V té době měly pojištění proti povodním pouze dva obchody v Montpelier. Škody byly v průměru 400 dolarů (9 670 Kč) na každého muže, ženu a dítě ve městě – což v roce 2018 odpovídalo zhruba 5 760 dolarům (139 000 Kč). Po povodních byl Vermont vyzdvihován za své úsilí o obnovu města. Zejména prezident Calvin Coolidge vychvaloval „nezdolného ducha“ Vermonťanů, byl totiž jedním z nich.
V reakci na škody, které Montpelier a okolní komunity utrpěly při velké povodni v roce 1927, postavil Civilian Conservation Corps (Sbor občanských ochránců přírody) v letech 1933 až 1935 přehradní nádrž Wrightsville. Vzniklá nádrž Wrightsville vyžadovala zničení a zaplavení stejnojmenné vesnice Wrightsville, ve které se v té době nacházelo minimálně 30 budov.
Koncem 19. a začátkem 20. století rostlo Montpelier pomalu, kvůli období intenzivní migrace ze státu Vermont na nová území na západě země, nebo do průmyslových center v Nové Anglii. Montpelier byl proslulý jako centrum vlády, obchodu, služeb a průmyslu v regionu. S rozšířením automobilové dopravy byly nové státní dálnice vedeny až k hranicím města a doprava pak obíhala původními ulicemi města. V roce 1954 byl postaven nový most na Bailey Avenue, který se napojil na Winooski Avenue, nyní Memorial Drive, a odklonil tak část dopravy z centra města.
Časné jarní tání v březnu 1992 způsobilo, že se v řece Winooski po proudu od mostu na Bailey Avenue v Montpelier nahromadily ledové kry a přehradily koryto řeky. Za méně než hodinu stouply hladiny v řekách Winooski a North Branch proti proudu ledové zácpy a zaplavily tak centrum Montpelier. Záplavy způsobily uzavření 120 podniků, připravily o domov 50 obyvatel, narušily chod státní správy a způsobily škody přesahující 5 000 000 dolarů.
Silné deště 10. až 11. července 2023 měly za následek katastrofální záplavy v Montpelier a mnoha dalších částech Vermontu. Voda vážně zasáhla nejen mnoho domovů, ale i několik podniků, hasičskou a policejní stanici a radnici v centru města.

## Zeměpis
Montpelier leží v nížinné nadmořské výšce (182 m n. m.), obklopená kopci a žulovými skalními převisy. Město leží na řece Winooski, která městu „naděluje“ periodické záplavy, z nichž nejhorší zažilo městečko v roce 1927 a 1992.

### Počasí
Průměrné teploty se v průběhu roku pohybují přibližně v rozmezí typickém pro Česko. Rozdíl mezi nejchladnějšími a nejteplejšími měsíci činí až k 30 °C. Srážky se pohybují mezi 60-80 mm, z čehož nejnižší jsou v únoru (kolem 50 mm) a nejvyšší v srpnu (kolem 100 mm).

## Demografie
Spolu s městečkem Barre tvoří Montpelier mikrokonurbaci. V osmitisícovém hlavním městě žije 1940 rodin v 3739 domech nebo bytech. Od začátku minulého století se počet obyvatel přehoupl šest tisícovek, zajímavostí je, že v 50.–60. letech sahal až k číslu 8800, ale od 70. let je znát odsun obyvatel z hlavního města. Věkové složení obyvatelstva zahrnuje přibližně 21 % dětí a mladistvých do 18 let, 8,6 % dospělých do 24 let, 28 % do 44 let, 27 % do 65 let a 15 % seniorů, s průměrným věkem 40 let. Poměr mužů a žen je 84:100.
Montpelier je z 96 % městem bělochů, asijskoamerická a afroamerická komunita tvoří každá necelé procentní zastoupení, ostatní etnika ještě méně.

## Ekonomie

### Příjmy a hrubý domácí produkt
Medián příjmu domácností je 37 513 (nepatrně nad celoamerický průměr), medián příjmu rodin ale činí 51 818 dolarů za rok. Příjem na hlavu je 22 599 dolarů. 9,8 % populace žije na nebo pod úrovní chudoby.

### Průmysl
V okolí Montpelier se těží a zpracovává žula. Až do roku 2006 v městě fungovala výrobna kolíčků na prádlo. Většina podniků v Montpelier je vlastněna místními obyvateli.

## Parky a volnočasové aktivity

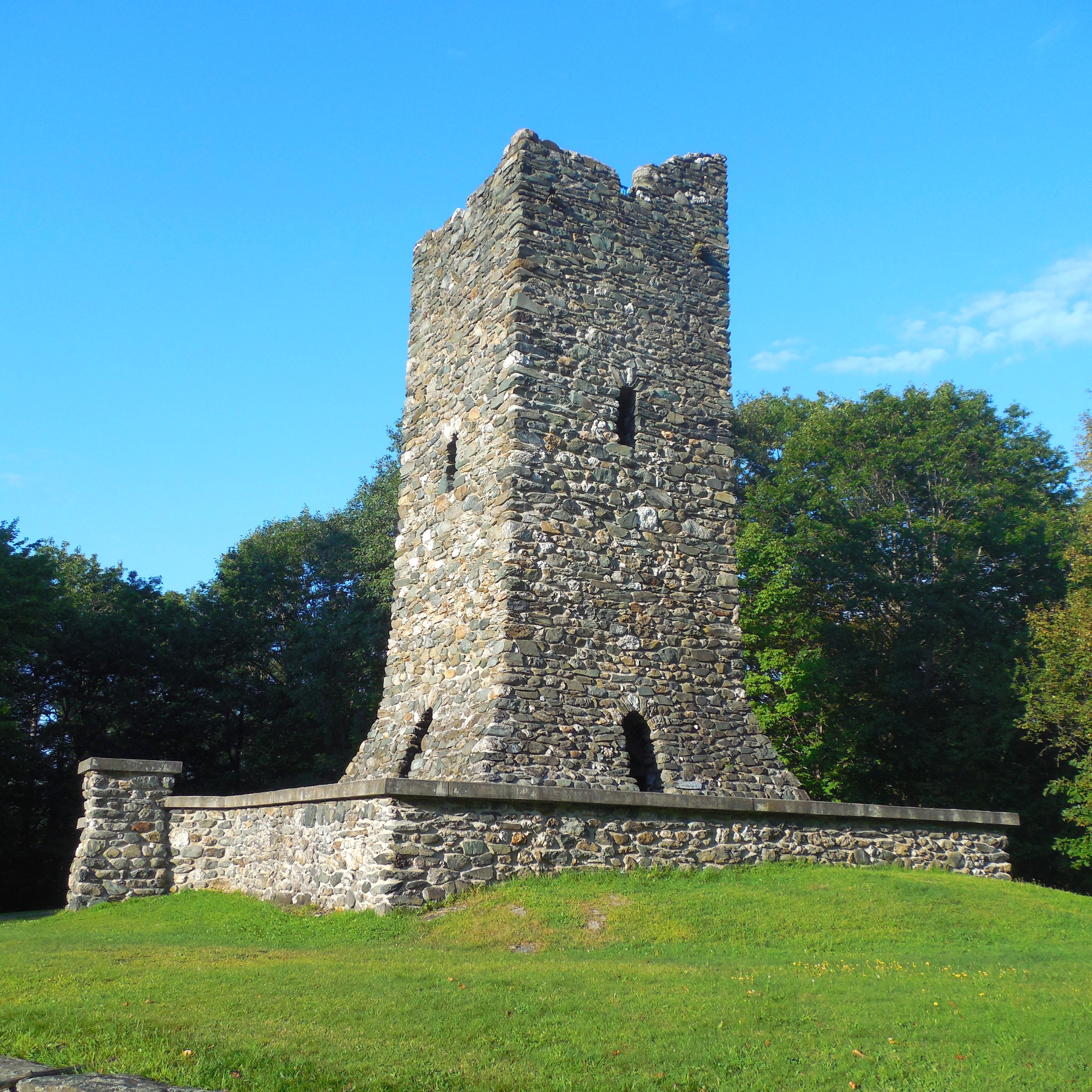
Rozhledna v Hubbard Parku, postavená v letech 1915–1930

Město má tři městské plochy zeleně. Hubbardův park se nachází za sídlem státní legislativy a rozprostírá se kolem hřebenu směrem na sever kolem městského bazénu až ke skládce biomasy. Park North Branch River, přístupný z Cummings Street ze silnice State Route 12, je druhým největším parkem ve městě. Park Mill Pond se nachází podél silnice State Route 12, přibližně půl kilometru za hřbitovem, umožňuje přístup lodí na řeku North Branch, najdete tu lavičky i krátkodobé parkování. Přírodní rezervace North Branch Nature Center se nachází na severním konci města a pokrývá zhruba 6,9 ha chráněného území a také komunitní přírodní centrum. Most z rezervace North Branch Nature Center spojuje pozemek se stejnojmenným parkem, North Branch River Park, na opačné straně řeky North Branch. V posledních letech park North Branch River výrazně rozšířil své trasy pro horská kola, čímž se stal centrem pro cyklisty všech věkových kategorií. První stezka pro horská kola v parku North Branch River byla postavena a otevřena v roce 2005 jako součást partnerství mezi montpelierskou asociací horských kol (Montpelier Area Mountain Bike Association) a správou montpelierských parků (Montpelier Parks Department). Od té doby přibylo dalších 6 a půl kilometru stezky. V roce 2021 byla vybudována i dráha pumptrack.

## Vzdělání
Město má jednu střední školu (Montpelier High School), z vysokých škol Vermont College of Fine Arts – uměleckou školu zaměřenou na tvůrčí psaní (se specializací na psaní pro děti). Nezávislé studování s akademickými kurzy a workshopy nabízí program(y) The Union Institue and University of Vermont Center Master of Education program.

## Doprava

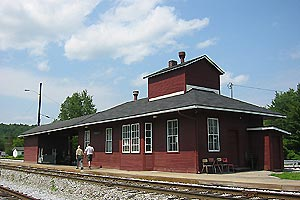
Montpellier železniční stanice v roce 2006

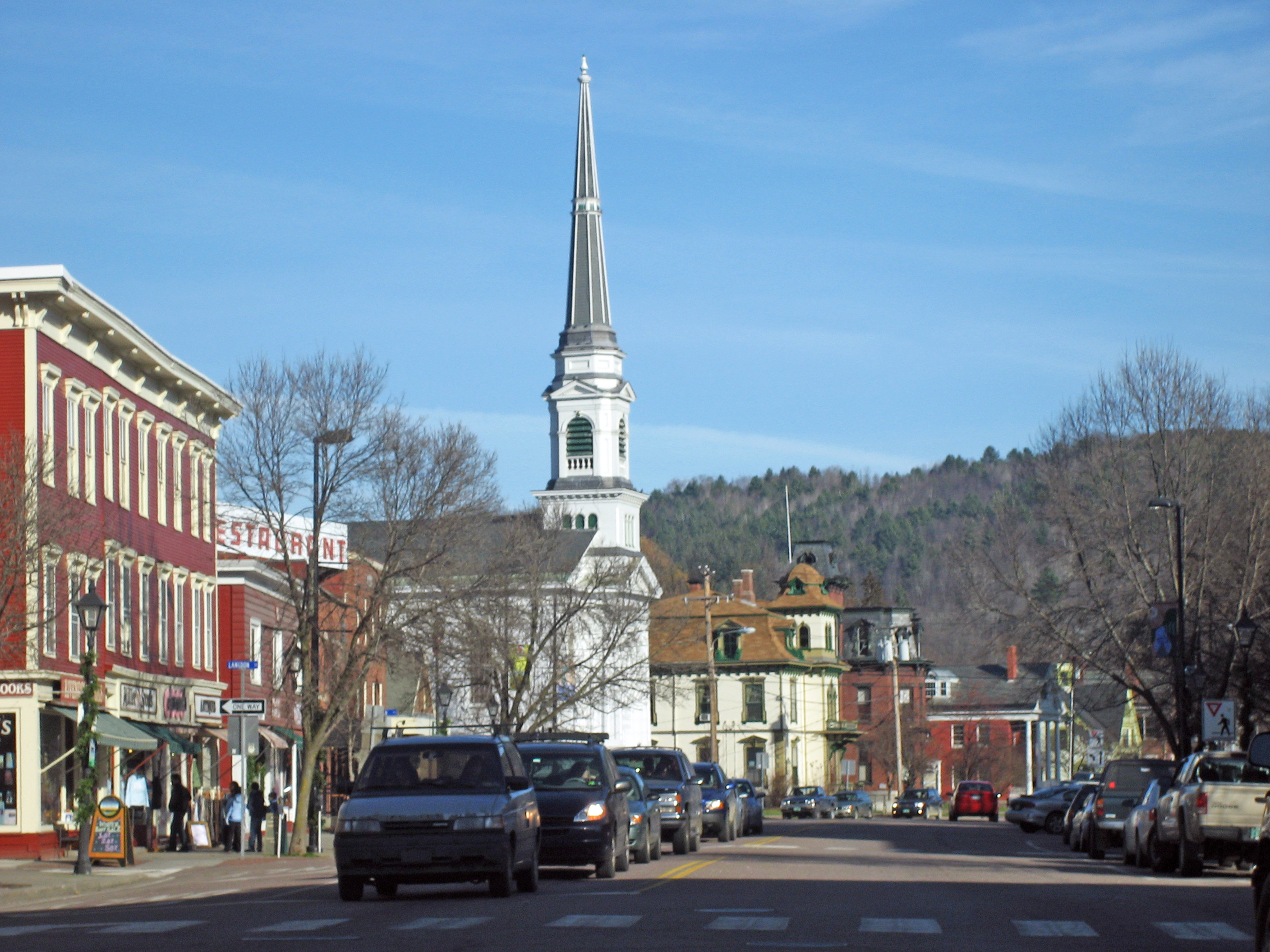
Hlavní ulice v centru Montpelier

Montpelier se stal jedním z nejsnáze dostupných měst Vermontu, protože zakladatelé Vermontu záměrně umístili hlavní město blízko geografického středu státu.

#### Silnice
Město se nachází poblíž dálnice Interstate 89. Montpelier protínají další dvě dálnice, východo-západní dálnice U.S. Route 2 a severojižní dálnice Vermont Route 12. Jak I-89, tak US 2 zajišťují přímé spojení do Burlingtonu a hustě osídleného údolí u jezera Champlain v severozápadním cípu státu. Dálnice US Route 302 vede z Montpelier na východ a propojuje jej s nedalekým městem Barre.

#### Železnice
Amtrak, národní železniční společnost pro osobní přepravu, poskytuje denně spojení ze své stanice v Montpelier do sousedního Berlína, na trase známé jako „Vermonter“, která jezdí mezi St. Albans ve Vermontu a Washington, DC.

#### Autobusy
Montpelier obsluhují autobusy od společností Greyhound a Megabus. Green Mountain Transit Authority (GMTA) provozuje místní autobusovou síť v celé mikropolitní oblasti se zastávkami v Montpelier a Barre, v nedalekém Waterbury, ale i v blízkosti sídla legislativy státu, továrny Ben & Jerry's a místního obchodního centra Berlin Mall. GMTA a její sesterská autobusová společnost v Burlingtonu, Chittenden County Transportation Authority (CCTA), provozují další linky autobusů, které jezdí mezi městy Montpelier, Burlington, Richmond a Waterbury.

#### Letecká doprava
Soukromá letadla mohou pro přístup do Montpelier využít státní letiště Edwarda F. Knappa v Berlíně. Mezinárodní letiště Burlington v okrese Chittenden provozuje komerční lety. Nachází se zhruba 56 km severozápadně od Montpelier.

#### Další
Montpelier vedou dvě společné stezky pro pěší a cyklisty (Cross Vermont Trail a Central Vermont Regional Path). Centrum města je pro chodce příjemné, chodníky a přechody jsou po celém centru města.